# Groupe Olano
 (mai 2024).
 (mai 2024).
Pour les articles homonymes, voir Olano (homonymie).

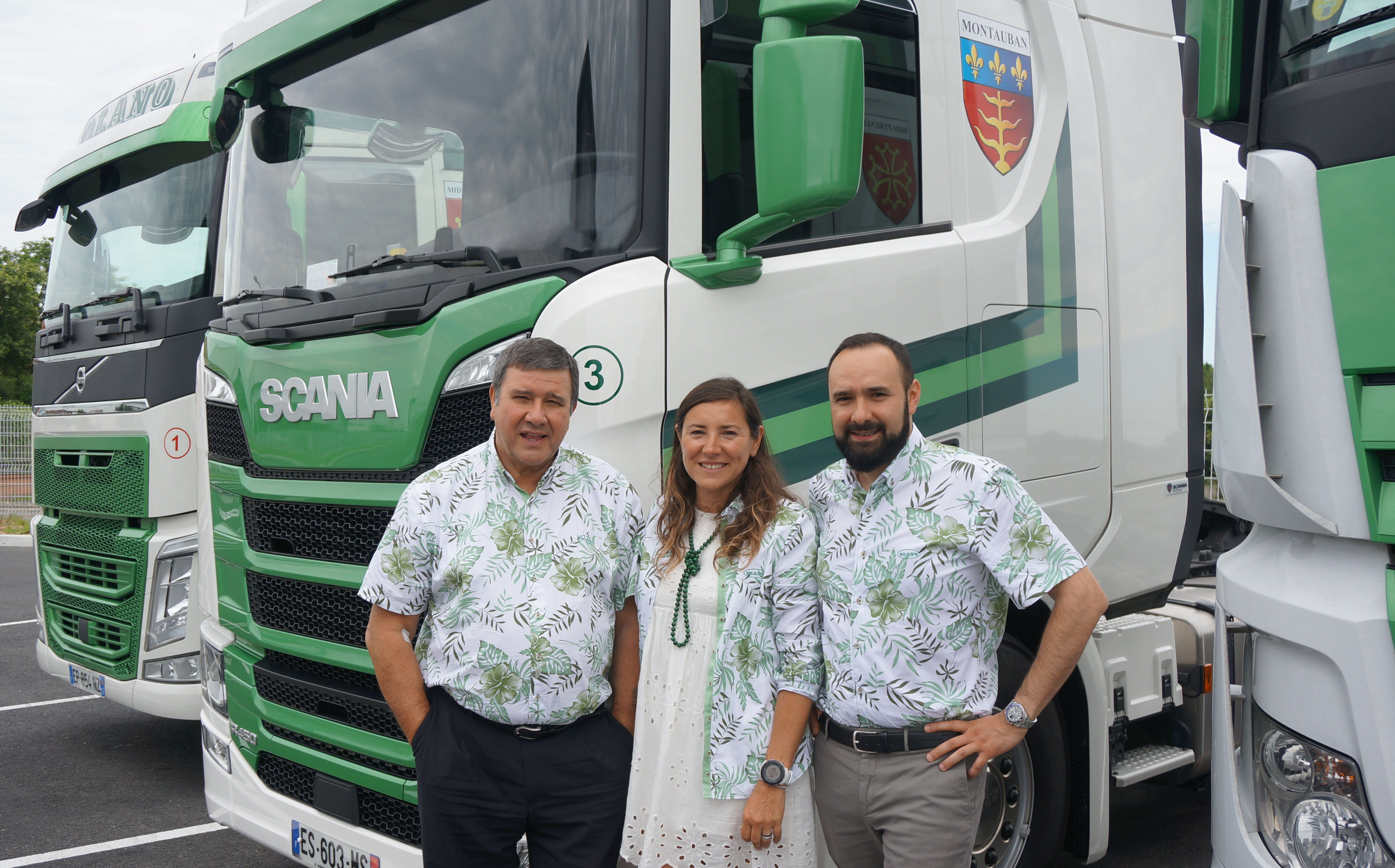
Dirigeants du Groupe Olano.

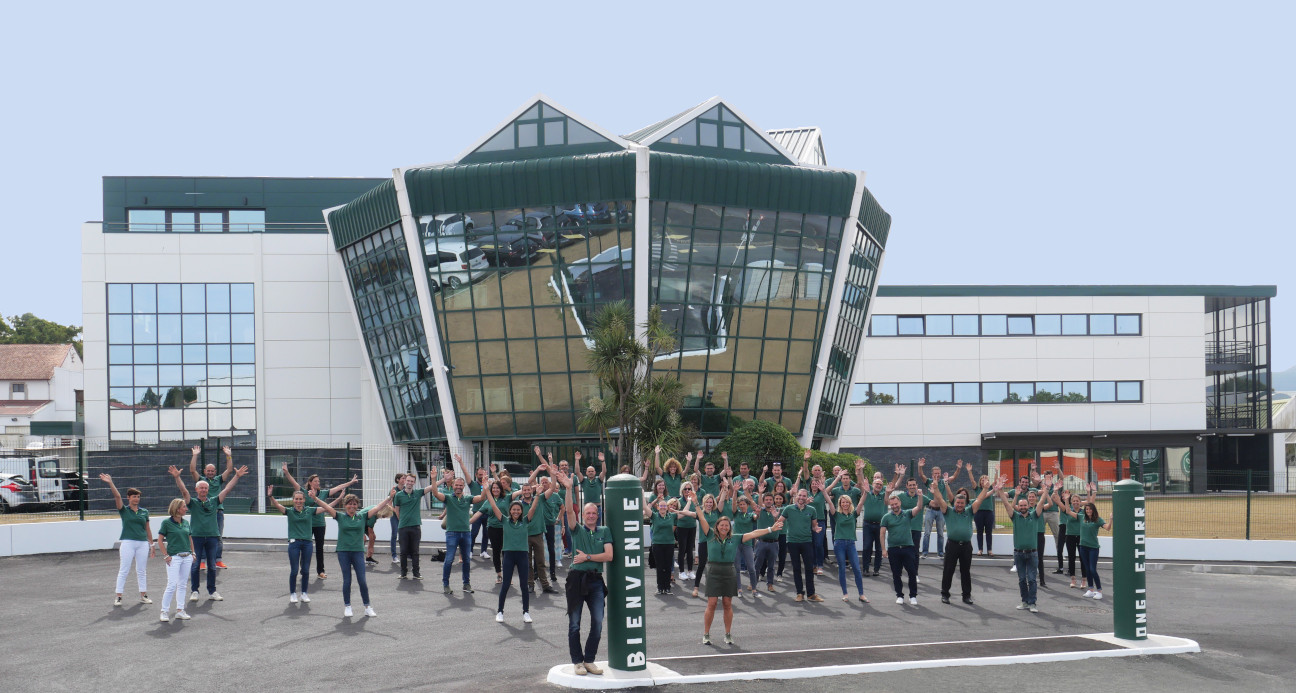
Nouveau siège du Groupe Olano, inauguré en 2019.

Le Groupe Olano est une entreprise française de transports de marchandises sous température dirigée. Elle est spécialisée dans le transport frigorifique, la logistique frigorifique et le stockage. Le groupe Olano transporte au quotidien tout ce qui est périssable : produits surgelés, produits carnés (viande en pendu), produits frais (chocolat, fruits et légumes) et produits de la mer (marée).
Le siège social est situé à Saint-Jean-de-Luz dans les Pyrénées-Atlantiques. L'entreprise a été créée en 1975 par Nicolas Olano et est aujourd'hui dirigée par lui-même et ses deux enfants : Jean-Michel Olano et Sandra Olano qui sont à la Direction Générale du Groupe.
La croissance interne et externe du groupe est de l'ordre de 12 à 20 % par an.
En 2012 en France, le groupe Olano est le premier transporteur aquitain[Quoi ?] et le quatrième transporteur français en transport frigorifique (après STEF, STG et le Groupe Delanchy, devant Norbert Dentressangle[réf. nécessaire]), troisième acteur[Quoi ?] français en capacité de stockage à – 25 °C après STEF (4 000 000 m3) et Sofrilog (1 400 000 m3),, le groupe Olano ayant en juillet 2012 500 000 m3 en France et 640 000 m3 en Europe. En transports de produits de la mer le groupe Olano est troisième acteur[Quoi ?] français, derrière STEF Seafood et le groupe Delanchy.
En septembre 2013, le groupe Olano acquiert 34 % du groupe Celsius (Morbihan), qui réalise un CA[Quoi ?] de plus de 60 millions d'euros.
Fort de son identité familiale, le groupe OLANO est aujourd’hui un acteur incontournable[Selon qui ?] de la chaîne logistique du froid en tant que prestataire de services en transport et logistique, reconnu par sa marque corporative Olano, avec cinquante implantations en Europe, un chiffre d’affaires de 400 M d’euros, une équipe de 2 500 personnes, une flotte en propre de mille véhicules (et mille véhicules affrêtés), plus d’1 million de m3 d’entrepôts frigorifiques à -20 °C et 300 000 m3 à +2 °C/+14 °C.

## Historique
(novembre 2020).
Si vous êtes l’auteur de ce texte, vous êtes invité à donner votre avis ici. À moins qu’il soit démontré que l’auteur de la page autorise la reproduction et que ce contenu soit compatible avec les principes fondateurs de Wikipédia, cette page sera supprimée ou purgée au bout d’une semaine maximum. En attendant le retrait de cet avertissement, veuillez ne pas réutiliser ce texte.
Extrait principalement de la page "historique" du site officiel du groupe, http://www.groupe-olano.com/accueil.html .

### 1975-1980: ladure réalité du marché[Selon qui?]
Les Transports Olano sont nés en 1975, lorsque Nicolas Olano, à l'époque âgé de 24 ans, attestation de capacité en poche, acheta son premier camion, pour 59 000 francs. Il fit alors durant cinq ans d'abord lui-même puis par la suite par le biais des chauffeurs des tournées régulières de marée à Rungis, Sète et à Boulogne-sur-Mer au départ du port de Saint-Jean-de-Luz. Les camions attendaient à la criée, « l'exploitation » était assurée au bureau de Nicolas, à la maison, à Ciboure, « le petit Rungis » comme certains[Qui ?] l'appelaient[pas clair]. Les camions remorques étaient alors chargés en vrac, à raison de 20 tonnes de marchandises.

### 1980-1988: la croissance
Dès l'année 1980, le transporteur s'installe à la zone industrielle de Jalday, à Saint-Jean-de-Luz. 50 m2 de bureaux, 800 m2 de garages et 500 m3 d'entrepôts frigorifiques. La flotte en 1980 était de cinq camions, principalement des semi-remorques. Jusqu'à 1988, le développement était très important, de 30 à 50 % par an. Le développement est dû à l'accroissement de l'activité de transport de marée, toujours aussi important à Rungis, mais également le transport de surgelés, et par la suite le transport de viande en pendu. À Bordeaux est ouvert un entrepôt Olano, près du MIN de Bordeaux.

### 1988-1995: les alliances
Cette période a été propice aux alliances. Tout d'abord avec le groupe STEF, qui avait commencé peu de temps avant Olano. Un partenariat se créa également avec les transports Frigémar, spécialisé eux aussi dans le transport de marée. Mais également avec les transports Le Fret luzien, implanté à Saint-Jean-de-Luz, ils partagèrent les entrepôts à Saint-Jean-de-Luz. En 1993, le groupe se tourne naturellement vers l'Espagne, et crée deux filiales : Tomsa (aujourd'hui Olano Seafood Iberica) et Topesca (aujourd'hui Olano Logistica Iberica). Construction également à Montauban (près de Toulouse) d'un entrepôt transportant principalement la viande en pendu.

### 1995-2001: constitution du groupe
Création de la société phare du groupe : Olano Services qui regroupe tous les services financiers et administratifs. Rapprochement également vers l'an 2000 avec les transports Perez à Vitrolles, pour créer Perez Olano (aujourd'hui Olano Perez). Construction en 1997 de l'Espace Olano, situé à Saint-Jean-de-Luz permettant de regrouper certains services du groupe, mais également des salles de réunion, une salle de conférence, une bodega (restaurant) des salles de sport, des bureaux dédiés à des entreprises locales… Disparition peu à peu des transports Olano pour laisser place au groupe Olano.

### 2001-2005: mondialisation
Le groupe se développe dès l'an 2000 en Amérique du Sud et crée une filiale, Olano Pais. Cette filiale transporte principalement pour le compte du groupe français Carrefour, très implanté en Argentine. Mais qui dit mondialisation dit de nouveaux pays : Portugal, Maroc, Argentine et également, en 2007, Roumanie. Le groupe se place également dans de grands aéroports (Paris-Orly, Lisbonne, Madrid, Barcelone) et transporte des marchandises à travers toute l'Europe en provenance ou à destination de la péninsule Ibérique.

### 2005-2011: développement
Depuis 2005 le groupe ne cesse de se développer, les acquisitions et participations dans les entreprises se font de plus en plus nombreuses, principalement en France. À ce jour entre 2005 et début 2009, rien qu'en France, le groupe a acquis une dizaine d'entreprises de transports, exclusivement frigorifique, avec des chiffres d'affaires entre 8 et 30 millions d'€, bien que le groupe se développe de plus en plus vers le frais (fromages, chocolats, cafés, œufs, fruits et légumes). Depuis 2008, l'ensemble des agences du groupe ont été renommées comme ceci : OLANO + Associé + ville (Olano Perez Vitrolles, Olano Ladoux Aurillac…) ou OLANO + ville (Olano Saint-Jean-de-Luz, Olano Bordeaux…). En 2009 l'entreprise comptabilise plus de 1 000 employés et près de 600 véhicules.
En avril 2009, une société est acquise en Bretagne, STLL ainsi que des parts chez Transport du Vivarais. Dans la même année, une nouvelle plateforme va voir le jour au Portugal, à Guarda, avec un entrepôt frigorifique de 8 000 palettes. Le site devient la principale agence en péninsule Ibérique, avec 80 employés et 60 véhicules qui sillonnent l'Europe.
En 2010, le groupe achète une entreprise dans l'Est de la France, Logistique Viande de l'Est, qui deviendra Olano Nancy.
En 2011, le groupe investit 25 millions d'euros en ouvrant une plateforme à Wissous (à proximité de Rungis et d'Orly), ainsi qu'une plateforme à Saint-Martin-de-Crau, permettant d'augmenter le transport de viande à destination de l'Italie. Une ligne journalière est également créée entre Barcelone et Sète à destination de l'Italie, à la suite du rachat par Olano et Express Marée du fonds de commerce de Tradimar Sète.
Le groupe Olano prend également une participation minoritaire dans les transports Caudete (150 véhicules en Espagne).
En 2012, le groupe continue sa croissance en agrandissant le site de Trémorel et crée une coentreprise avec Primafrio, le no 1 du transport frigorifique sur la péninsule ibérique.

## Autres services

### Centre d'affaires de Saint-Jean-de-Luz
Située en plein cœur de la zone industrielle et à côté des transports Olano, le centre d'affaires propose les services suivants :
- 3 000 m2 de services aux entreprises,
- 320 m2 de restauration,
- 250 m2 de salle de sport,
- amphithéâtre de deux cents places.

### Olano Travel
Agence de voyage spécialisée créée par le groupe Olano.

### Partenariat
Le groupe Olano fait de nombreux[pas clair] partenariats. À Saint-Jean-de-Luz, il y a un partenariat avec le Saint-Jean-de-Luz olympique Saint-Jean-de-Luz olympique rugby au rugby, le foot à l'Arin Luzien et la pelote basque à Saint-Jean-de-Luz autant au Jai Alai qu'avec le club Luzaz Gazte. Il y a aussi un partenariat avec la bière prétendument basque Eki. Il existe aussi le tournoi OLANO entre clubs du Pays basque de rugby qui a lieu chaque 1er mai.